# Tettigidea planovertex
Tettigidea planovertex är en insektsart som beskrevs av Hancock, J.L. 1913. Tettigidea planovertex ingår i släktet Tettigidea och familjen torngräshoppor. Inga underarter finns listade i Catalogue of Life.